# Klučov (zámek)
Tvrziště Na Valech je pozůstatek zaniklého zámku v Klučově v okrese Kolín ve Středočeském kraji. Jeho předchůdcem byla tvrz založená ve třináctém století, která bývala vrchnostenským sídlem malého panství. V roce 1558 ji koupil  Jaroslav Smiřický ze Smiřic a přestavěl ji na renesanční zámek. Po roce 1622 se hlavním panským sídlem stal Kostelec nad Černými lesy a klučovský zámek začal chátrat. Postupně se dostal do velmi špatného stavu, až byl roku 1782 zbořen. Dochované tvrziště s torzem ohradní zdi je chráněno jako kulturní památka.

## Historie
Předchůdcem klučovského zámku bývala tvrz, archeologicky doložená ve třináctém století. Jejím majitelem mohl být roku 1250 zmiňovaný Oldřich z Klučova. Po něm následovali vladykové Jakuš, Jindřich a Jan zmiňovaní v roce 1295. Roku 1318 ve vsi sídlil Ctibor a opět let později dvořan Hrabiše s manželkou Bohuslavou, dcerou Soběslavy z Klučova.
Další majitelé vsi patřili k rodu s erbovním znamením jakéhosi ptáka (snad holubice). Jeho členem byl Pešek z Klučova, který vlastnil také Přišimasy, Poříčany, Nehvizdy a Jirny. Pešek zemřel po roce 1372 a majetek zdědili jeho synové Mikuláš a Štěpán, kteří se rozdělili o majetek. Klučov připadl Štěpánovi, který zemřel 27. října 1380 a byl pohřben v Sadské. Potomkem jednoho z bratrů byli Petr, který v letech 1388–1419 sídlil na Tuchorazi, a Jan, držitel Klučova. Na přelomu čtrnáctého a patnáctého století Jan z Klučova podporoval krále Václava IV. Postupně rozprodával různé části panství, až nakonec prodal i Klučov, a ještě v roce 1419 žil ve Škvorci.
Novým majitelem Klučova se někdy v letech 1416–1418 stal Mikeš Divůček z Jemniště, ale brzy statek prodal Vilémovi z Kounic či Konic. Vilém na začátku husitských válek bojoval na katolické straně, ale v dubnu roku 1421 vojsko pražanů oblehlo klučovskou tvrz, donutilo Viléma přijmout podobojí a přidat se tak na stranu husitů.
Vilém z Kounic roku 1478 odkázal svůj majetek Petrovi ze Lstiboře, který se stal předkem rodu Kamýckých ze Lstiboře. Klučov po jeho smrti okolo roku 1493 připadl sirotkům, z nichž se správy panství ujal Jan. Dělil se o ně s Mikulášem z Dražovic a roku 1540 tvrz prodali Michalu Slavatovi z Chlumu. Michal Slavata v roce 1533 odkázal Klučov manželce Elišce Pňovské ze Sovince, ale jen na dobu jejího života.
Po Eliščin smrti v roce 1544 byl Klučov připojen ke kosteleckému panství. To bylo Diviši Slavatovi zkonfiskováno za účast na stavovském povstání v roce 1547. Král Ferdinand I. roku 1558 tvrz a vesnici Klučov s poplužním dvorem a dvěma dalšími vesnicemi prodal Jaroslavovi Smiřickému ze Smiřic. Ten přestavěl starou tvrz na renesanční zámek (hypoteticky podle návrhu architekta Ulrica Aostalliho).

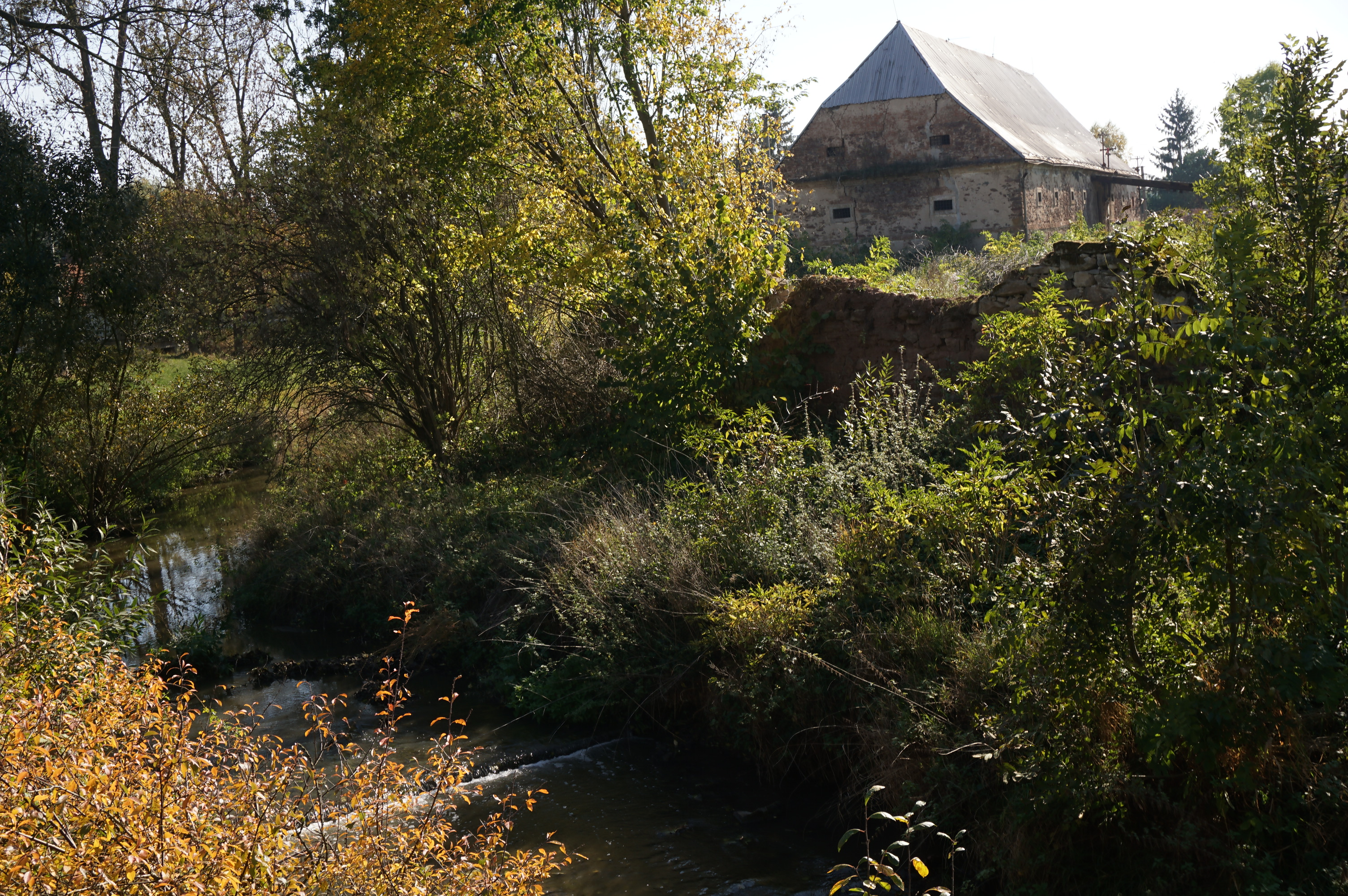
Vodní příkop

Sídlo bylo dlouho udržováno v dobrém stavu navzdory tomu, že vrchnost jej trvale neobývala. Popis ze začátku sedmnáctého století na zámku uvádí velkou světnici, fraucimor, několik menších světnic, kuchyni a kovárnu. Když v roce 1622 kostelecké panství koupil Karel z Lichtenštejna, začala zámecká budova chátrat. Podle popisu z roku 1661 byl příkop zarostlý rákosím, cihelná a částečně šindelová střecha poškozená, klenuté místnosti pusté a pokoje v prvním patře, s výjimkou jednoho, neobyvatelné. V roce 1766 rozhodla správa kosteleckého panství o demolici a roku 1782 byl zámek zbořen. Dochovalo se pouze tvrziště obehnané příkopem.

## Stavební podoba
Po klučovském sídle se dochovalo tvrziště typu motte na severním okraji hospodářského dvora. Součástí památkově chráněného areálu jsou pozůstatky renesanční ohradní zdi s arkádovými nikami.